# 월터 로드니

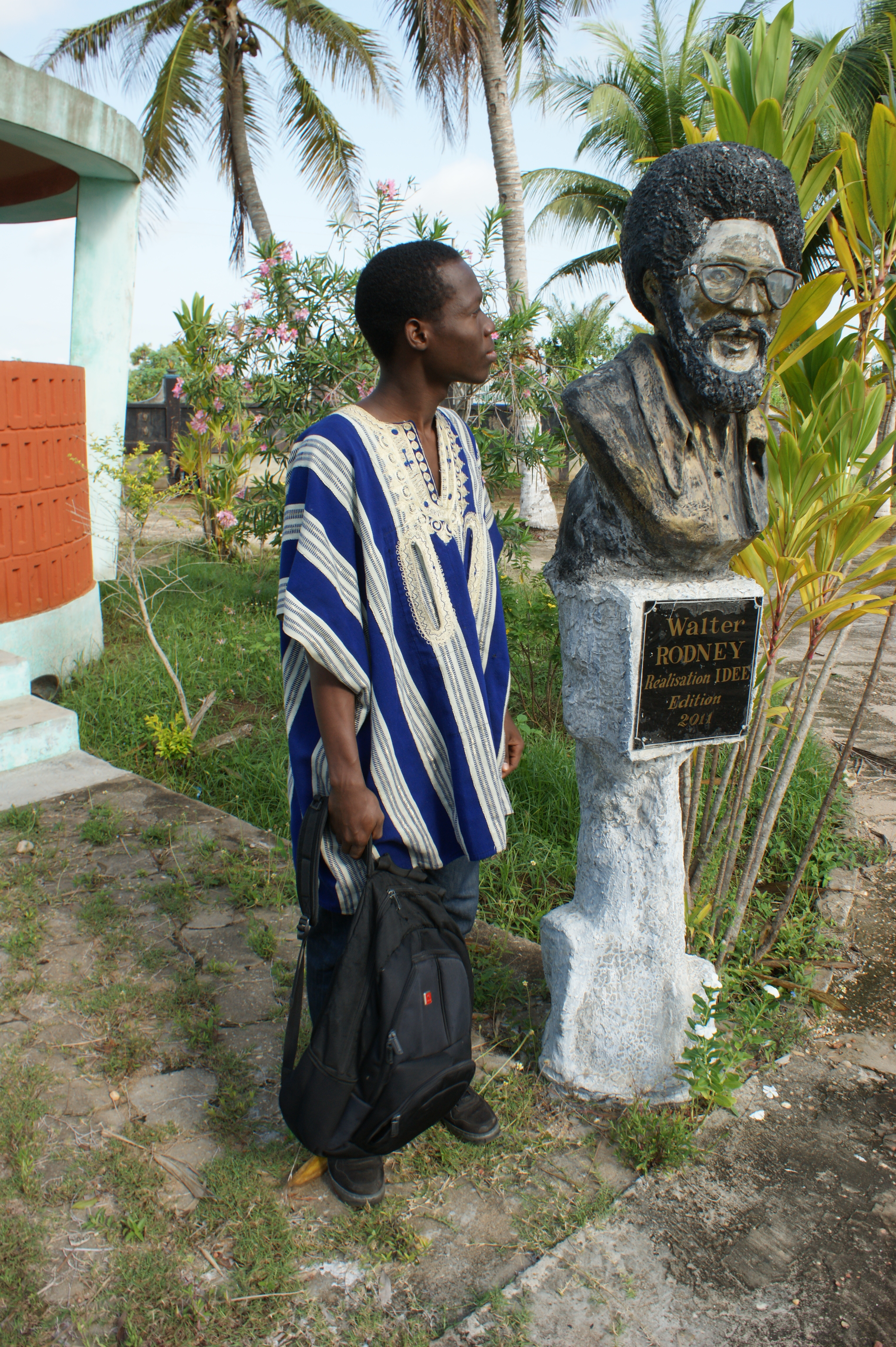
베냉에 위치한 로드니의 조각상

월터 앤서니 로드니(Walter Anthony Rodney, 1942년 3월 23일 ~ 1980년 6월 13일)는 가이아나의 역사가, 정치 운동가이자 학자이다. 1972년 처음 출간한 저서 《유럽은 어떻게 아프리카를 뒤처지게 만들었는가》(How Europe Underdeveloped Africa)로 유명하다. 1980년 가이아나의 조지타운에서 암살로 사망하였다.

## 생애

### 초기 경력
월터 로드니는 1942년 가이아나 조지타운에서 중산층 가족 사이에서 태어났다. 1960년 서인도 제도 대학교에 입학하였으며 1963년 역사 학위를 받고 1966년 24살의 나이에 런던의 동양 아프리카 연구 학원에서 아프리카 역사로 박사 학위를 취득하였다. 기니 해안 상부에서의 노예 무역에 관한 로드니의 논문은 옥스퍼드 대학교 출판부에서 1970년 《기니 해안 상부의 역사 1545–1800》(A History of the Upper Guinea Coast 1545–1800)라는 이름으로 출판되었다.
로드니는 여행을 통해 운동가, 학자 및 웅변가로 활동하며 국제적으로 널리 이름을 알렸다. 1966년과 1967년, 1969년부터 1974년까지 탄자니아의 다르에스살람 대학교에서 학생을 가르쳤고, 1968년에는 잠시 모교인 서인도 대학교에서 학생들을 가르쳤다. 로드니는 독립 후 카리브해에서 중산층의 역할에 대해 강력히 비판했으며, 자본주의를 비판하며 "사회주의의 깃발 아래, 그리고 노동계급의 지도력을 통햬" 아프리카가 제국주의에서 벗어날 수 있다고 주장했다.
1968년 10월 15일, 휴 시어러 총리가 이끄는 자메이카 정부는 로드니를 페르소나 논 그라타로 지정하였다. 이 결정과 서인도 제도 대학에서의 해고는 웨스트킹스턴의 학생들과 비민의 시위를 불러 일으켰고, 곧이어 로드니 폭동으로 알려진 시위로 번지며 6명의 사망자 및 수백만 달러의 피해가 생겼다. 1968년 10월 16일 시작된 시위는 카리브해 전역, 특히 1969년 출판된 로드니의 책 《네 형제들과의 기초 교육》(The Groundings with my Brothers)에 언급된 자메이카 내 라스타파리 운동이 퍼진 지역에서 정치적 인식 증가를 야기했다.
1969년 로드니는 다르에스살람 대학교로 돌아왔으며, 1971년에는 상급 강사(senior lecturer)로, 1973년에는 부교수로 승진하였다. 이후 이듬해 가이아나로 돌아가기 전까지 학교에 재직하였다. 로드니는 조지타운에 있는 가이아나 대학교의 교수직을 약속받았으나 포브스 버넘 정부는 로드니가 가이아나에 도착했을 때 제안을 철회했다.
로드니는 C. L. R. 제임스와 막역한 사이였고, 줄리어스 니에레레의 사회주의 정부를 지지하였다. 학문에서의 로드니의 업적이 "탈식민지화된 아프리카에서의 사회과학의 출현"에 영향을 끼치는 동안 로드니는 탄자니아의 마을에 지식을 전파하기 위해 노력했고, 탄자니아 사람들이 사용하는 스와힐리어로 연설을 하였다. 이후에도 로드니는 범아프리카적 활동을 지속하였으며, 아프리카 저개발의 원인을 분석하며 1972년 《유럽은 어떻게 아프리카를 뒤처지게 만들었는가》(How Europe Underdeveloped Africa)를 출판하였다. 1974년 범아프리카 대회를 목전에 두고 로드니는 "아프리카, 카리브해, 아메리카에서의 국제적 계급투쟁"에 관한 글을 썼는데, 여기서 로드니는 펠릭스 우푸에부아니, 장클로드 뒤발리에, 이디 아민, 모부투 세세 세코와 같은 지도자들이 네그리튀드를 가장한 부족주의로 돌아서고 있다고 비판하였다.
로드니는 저명한 범아프리카주의자이자 마르크스주의자가 되었으며, 카리브해 및 북아메리카에서의 블랙 파워 운동에서 중요한 역할을 하였다. 다르에스살람에 거주하는 동안 아프리카의 교육과 토론의 새로운 중심지를 개발하는 데 영향을 끼쳤다.

### 암살
로드니는 짐바브웨의 독립 축하 행사를 마치고 돌아온지 한 달 후인 1980년 6월 13일 38세의 나이로 조지타운에서 폭탄 폭발로 인해 사망하였다. 유족으로는 아내 패트리샤와 세 자녀가 있었고, 폭발로 부상을 입은 형제 도널드 로드니는 가이아나 방위군의 하사인 그레고리 스미스라는 인물이 로드니에게 폭탄을 주어 죽였다고 말하였다. 스미스는 프랑스령 기아나로 도망쳤고, 그곳에서 2002년 사망하였다. 당시 가이아나의 대통령이었던 포브스 버넘이 로드니의 살해를 사주한 것이 아니냐는 논란이 많으나 아직까지 입증되지는 않았다.

## 저서
- The Groundings with my Brothers (London: Bogle L'Ouverture Publications, 1969)
- West Africa and the Atlantic Slave-Trade (1970)
- A History of the Upper Guinea Coast 1545–1800 (Oxford: Clarendon Press, 1970)
- How Europe Underdeveloped Africa (1972)
- World War II and the Tanzanian Economy (1976)
- Guyanese Sugar Plantations in the Late Nineteenth Century: a Contemporary Description from the "Argosy" (Georgetown, Guyana: Release Publications, 1979)
- Marx in the Liberation of Africa (1981)
- A History of the Guyanese Working People, 1881–1905 (Baltimore, MD: The Johns Hopkins University Press, 1981)
- Walter Rodney Speaks: the Making of an African Intellectual (Trenton, NJ: Africa World Press, 1990)
- Kofi Baadu Out of Africa (Georgetown, Guyana), children's book
- Lakshmi Out of India (Georgetown, Guyana: The Guyana Book Foundation, 2000), children's book
- The Russian Revolution: A View from the Third World (New York: Verso Books, 2018)
- Decolonial Marxism: Essays from the Pan-African Revolution (New York: Verso Books, 2022)
- "African History in the Service of the Black Liberation", lecture presented at the Congress of Black Writers, Montreal, Canada, 12 October 1968
- "George Jackson: Black Revolutionary" in Maji Maji, (5): 4–6 (1971)
- Street speech given in Guyana
- "African slavery and other forms of social oppression on the Upper Guinea Coast, 1580–1650, Journal of African History, 7(3):431–43.
- Portuguese attempts at monopoly on the Upper Guinea Coast", Journal of African History. 6(3):307-22.
- "The impact of the Atlantic Slave Trade in West Africa", in Roland Oliver (editor), The Middle Age of African History, Oxford: Oxford University Press, 1967.
- "Education and Tanzanian socialism", in Resnick (editor), Tanzania: Revolution by Education, Longmans of Tanzania, Arusha, 1968.
- "European activity and African reaction in Angola", in Terence Ranger (editor), Aspects of Central African History, Northwestern University Press, Evanston, 1968.
- "The role of the university in developing Africa", Public Lecture, Makerere Students Guild, Makerere University, Kampala, October 1970.
- "African labour under capitalism and imperialism", Cheche, University of Dar es Salaam, November 1969, 1:4–12.
- "Ideology of the African revolution: Paper presented at the 2nd seminar of East and Central African Youth", The Nationalist (Dar es Salaam), 11 October 1969.
- "The Colonial Economy", in A. Boahen (editor), African under colonial domination 1880–1935, Heinemann and UNESCO, California, 1985.
- "The political economy of colonial Tanganyika 1890–1930", in M. H. Kaniki, Tanzania Under Colonial Rule, Longman, London,1980.
- "Africa in Europe and the Americas", in Richard Gray (editor), The Cambridge History of Africa, Volume 4:c.1600–c.1790, Cambridge University Press, Cambridge, 1975.
- "The Guinea Coast", in Richard Gray (editor), The Cambridge History of Africa, Volume 4:c.1600–c.1790, Cambridge University Press, Cambridge, 1975.
- "Some implications of the question of disengagement from imperialism", Maji Maji, University of Dar es Salaam, January 1971, 1:3–8
- "State formation and class formation in Tanzania", Maji Maji, 1973, 11:25–32.
- "Slavery and underdevelopment", in M. Craton (editor), Roots and Branches: Current directions in Slave Studies, New York: Pergamon Press, 1979.
- "Class contradictions in Tanzania", in H. Othman (editor), The State in Tanzania: Who controls it and whose interests does it serve, Dar es Salam: Dar es Salaam University Press, 1980.
- "A Reconsideration of the Mane Invasions of Sierra Leone". In: Journal of African History, 1967a, 8/2, 219–246.
- "Resistance and accommodation in Ovimbundu/Portuguese relations". History departmental seminar, University of Dar es Salaam (1972b)
- "The year 1895 in southern Mozambique: African resistance to the imposition of European colonial rule", Journal of the Historical Society of Nigeria, 1971, 5 (4): 509–35.